# Леплевский, Григорий Моисеевич
Григо́рий Моисе́евич (Гирш Мовшевич) Лепле́вский (1 мая 1889 — 29 июля 1938) — член Коллегии НКВД, заместитель прокурора СССР.

## Биография
Родился в Брест-Литовске в еврейской рабочей семье, участвовал в революционном движении, вначале как член Бунда, позже — большевик.
Член Учредительного Собрания и участник его первого и последнего заседания 5 января 1918 года.
На момент ареста занимал пост помощника прокурора СССР.
В связи с процессом по делу «право-троцкистского блока» помощник прокурора СССР Г. М. Леплевский заявил в своём кругу:

Нельзя раздражать Раковского и других, а то они могут начать говорить совсем другое. Не нужно быть очень умным, чтобы видеть, что этот процесс держится на волоске, все видят, что о конкретном вредительстве никто, кроме Ходжаева, не говорит. Крестинский чуть было не поднял занавес непризнания. И не Вышинского заслуга, что Крестинский затем вернулся к версии предварительного следствия, а тех, кто беседовал с ним между заседаниями суда.

Сталин, прочтя спецсообщение об этом высказывании, подчеркнул фразу о беседовавших с Крестинским и написал на первом листе: «Молотову. Ежову. Предлагаю арестовать Леплевского (б. пом. прокурора)». Леплевский был немедленно взят под стражу и был расстрелян 29 июля 1938 г. В 1957 году реабилитирован (посмертно).

## Семья
Его младший брат — Леплевский, Израиль Моисеевич (1896 — 28.07.1938) также участвовал в революционном движении, вначале как член Бунда, позже — большевик, деятель ВЧК-ГПУ-ОГПУ-НКВД.

## Награды
- орден Трудового Красного Знамени (29.08.1937) — в связи с 15-летием Прокуратуры СССР